# Рожево (Вологодская область)
Рожево — деревня в Кирилловском районе Вологодской области.
Входит в состав Николоторжского сельского поселения, с точки зрения административно-территориального деления — в Николо-Торжский сельсовет.
Расстояние по автодороге до районного центра Кириллова — 35 км, до центра муниципального образования Никольского Торжка — 10 км. Ближайшие населённые пункты — Славянка, Мыс, Большой Дор.
По переписи 2002 года население — 3 человека.